# 翔殷路站
翔殷路站位于中华人民共和国上海市杨浦区中原路与翔殷路交叉口，是上海地铁8号线的地铁车站，于2007年12月29日启用。

## 车站结构
翔殷路站位于中原路、营口路与中环线翔殷路交叉口，沿营口路布置，呈南北走向，为地下一层岛式站台车站，车站长174.9米，宽10-65米。车站地下一层为站厅站台层，四个出入口分设四个小站厅，东西两侧小站厅间设有通道相连，东西两侧站台及付费区外设有连通通道，位于地下一层上方夹层，站台均设置全高站台门。
| 地面层   | 出入口             | 1-4出入口                        |  |  |
| 夹层     | 通道               | 换向通道                         |  |  |
| 地下一层 | 站厅               | 票务服务、自动售票机、人工服务台 |  |  |
|          | 侧式站台，右侧开门 |                                  |  |  |
|          |                    | █ 8号线 往沈杜公路（黄兴公园）   |  |  |
|          |                    | █ 8号线 往市光路（嫩江路）       |  |  |
|          | 侧式站台，右侧开门 |                                  |  |  |
|          | 站厅               | 票务服务、自动售票机、人工服务台 |  |  |

## 车站出口
翔殷路站共有4个出入口，其中1-2号出入口连通东侧站厅，3-4号出入口连通西侧站厅，各出入口如下所示：
| 出口编号            | 出口指示   | 照片       |
| 连通东站厅          | 连通东站厅 | 连通东站厅 |
| ------------------- | ---------- | ---------- |
| 1 · 出口            | 中原路     |            |
| 2 · 出口 · （设有） | 翔殷路     |            |
| 连通西站厅          |            |            |
| 3 · 出口 · （设有） | 营口路     |            |
| 4 · 出口            | 中原路     |            |
| 图例： 设有         |            |            |

## 公交换乘
28、59、80、102、133、139、405、406、453、522、559、577、726、812、813、868、870、大桥三线、大桥五线